# سان فارجو (مترو باريس)
سان فارجو (بالفرنسية: Saint-Fargeau)‏ هي محطة مترو تابعة لمترو باريس تقع في فرنسا في الدائرة العشرون في باريس.[بحاجة لمصدر]